# CAC Mid & Small
Le CAC Mid & Small est un indice boursier français composé de capitalisations boursières de l'univers des PME. Jusqu'en mars 2011, il s'appelait CAC Mid & Small 190.
Il est maintenant composé de l'indice CAC Mid 60 et de l'indice CAC Small.

## Composition
Au 15 avril 2011, l'indice CAC Mid & Small se composait des titres suivants :
| Code     | Société                                       | Poids indiciel | Secteur                       |
| -------- | --------------------------------------------- | -------------- | ----------------------------- |
| AKE FP   | Arkema                                        | 3,26 %         | Matériaux                     |
| BVI FP   | Bureau Veritas                                | 3,11 %         | Industrie                     |
| MF FP    | Wendel                                        | 2,88 %         | Industrie                     |
| ETL FP   | Eutelsat Communications                       | 2,77 %         | Consommation cyclique         |
| GFC FP   | Gecina                                        | 2,3 %          | Finance                       |
| ICAD FP  | ICADE                                         | 2,23 %         | Finance                       |
| NEO FP   | Neopost                                       | 2,2 %          | Technologies de l'information |
| ATO FP   | Atos Origin                                   | 2,11 %         | Technologies de l'information |
| ADP FP   | Aeroports de Paris                            | 2,07 %         | Industrie                     |
| FDR FP   | Foncière des Régions                          | 2,02 %         | Finance                       |
| BB FP    | Societe BIC                                   | 1,99 %         | Industrie                     |
| FGR FP   | Eiffage                                       | 1,94 %         | Industrie                     |
| NEX FP   | Nexans                                        | 1,84 %         | Industrie                     |
| NK FP    | Imerys                                        | 1,78 %         | Matériaux                     |
| SK FP    | SEB                                           | 1,74 %         | Consommation cyclique         |
| ZC FP    | Zodiac Aerospace                              | 1,73 %         | Industrie                     |
| DEC FP   | JCDecaux                                      | 1,71 %         | Consommation cyclique         |
| TFI FP   | Société Télévision Française 1                | 1,64 %         | Consommation cyclique         |
| RF FP    | Eurazeo                                       | 1,62 %         | Finance                       |
| ILD FP   | Iliad                                         | 1,61 %         | Télécommunications            |
| RXL FP   | Rexel                                         | 1,56 %         | Industrie                     |
| RCF FP   | Teleperformance                               | 1,51 %         | Industrie                     |
| VCT FP   | Sa des Ciments Vicat                          | 1,36 %         | Matériaux                     |
| GBB FP   | Bourbon                                       | 1,35 %         | Énergie                       |
| RCO FP   | Remy Cointreau                                | 1,34 %         | Consommation non cyclique     |
| APAM NA  | Acesita                                       | 1,32 %         | Matériaux                     |
| MAU FP   | Établissements Maurel et Prom                 | 1,23 %         | Énergie                       |
| CFAO FP  | CFAO                                          | 1,2 %          | Consommation cyclique         |
| ING FP   | Ingenico                                      | 1,2 %          | Technologies de l'information |
| HAV FP   | Havas                                         | 1,19 %         | Consommation cyclique         |
| ERA FP   | Eramet                                        | 1,16 %         | Matériaux                     |
| MMT FP   | Metropole Télévision                          | 1,16 %         | Consommation cyclique         |
| RUI FP   | Rubis                                         | 1,12 %         | Services aux collectivités    |
| ELE FP   | Euler Hermes                                  | 1,05 %         | Finance                       |
| SIL FP   | Silic                                         | 1,04 %         | Finance                       |
| MERY FP  | Mercialys                                     | 1,01 %         | Finance                       |
| PAJ FP   | PagesJaunes Groupe                            | 0,98 %         | Consommation cyclique         |
| SOI FP   | SOITEC                                        | 0,97 %         | Technologies de l'information |
| BIM FP   | BioMerieux                                    | 0,96 %         | Santé                         |
| TCH FP   | Technicolor                                   | 0,93 %         | Consommation cyclique         |
| EO FP    | Faurecia                                      | 0,93 %         | Consommation cyclique         |
| BOL FP   | Bolloré                                       | 0,93 %         | Industrie                     |
| IPS FP   | IPSOS                                         | 0,92 %         | Consommation cyclique         |
| NXI FP   | Nexity                                        | 0,9 %          | Consommation cyclique         |
| ORP FP   | Orpea                                         | 0,88 %         | Santé                         |
| EEN FP   | EDF Energies Nouvelles                        | 0,87 %         | Services aux collectivités    |
| SAFT FP  | Saft Groupe                                   | 0,76 %         | Industrie                     |
| IPN FP   | Ipsen                                         | 0,73 %         | Santé                         |
| MRN FP   | Mersen                                        | 0,62 %         | Industrie                     |
| ERF FP   | Eurofins Scientific                           | 0,62 %         | Santé                         |
| DBG FP   | Derichebourg                                  | 0,59 %         | Industrie                     |
| CMA FP   | Ciments Français                              | 0,58 %         | Matériaux                     |
| ATE FP   | Alten Ltd                                     | 0,58 %         | Technologies de l'information |
| BEN FP   | Beneteau                                      | 0,56 %         | Consommation cyclique         |
| UBI FP   | Ubisoft                                       | 0,56 %         | Technologies de l'information |
| RIA FP   | Groupe Steria SCA                             | 0,55 %         | Technologies de l'information |
| ALT FP   | Altran Technologies                           | 0,55 %         | Technologies de l'information |
| POM FP   | Plastic Omnium                                | 0,53 %         | Consommation cyclique         |
| VIRP FP  | Virbac                                        | 0,52 %         | Santé                         |
| LEY FP   | Faiveley Transport                            | 0,51 %         | Industrie                     |
| CEI FP   | Areva                                         | 0,5 %          | Industrie                     |
| GENP FP  | Stallergenes                                  | 0,48 %         | Santé                         |
| DCH FP   | Delachaux                                     | 0,47 %         | Industrie                     |
| GG FP    | Guyenne et Gascogne                           | 0,46 %         | Consommation non cyclique     |
| BULL FP  | Bull                                          | 0,43 %         | Technologies de l'information |
| AN FP    | Canal+                                        | 0,4 %          | Consommation cyclique         |
| CU FP    | Club Mediterranee                             | 0,4 %          | Consommation cyclique         |
| SECH FP  | Sechilienne-Sidec                             | 0,38 %         | Services aux collectivités    |
| SOP FP   | Sopra Group                                   | 0,36 %         | Technologies de l'information |
| MDCA FP  | Medica                                        | 0,34 %         | Santé                         |
| SCHP FP  | Seche Environnement                           | 0,34 %         | Industrie                     |
| APR FP   | April Group                                   | 0,34 %         | Finance                       |
| VAC FP   | Pierre & Vacances                             | 0,33 %         | Consommation cyclique         |
| RIN FP   | Vilmorin & Cie                                | 0,33 %         | Consommation non cyclique     |
| ARR FP   | Société des Autoroutes Paris-Rhin-Rhône       | 0,33 %         | Industrie                     |
| GFT FP   | GameLoft                                      | 0,32 %         | Technologies de l'information |
| TNG FP   | Transgene                                     | 0,29 %         | Santé                         |
| ABCA FP  | ABC Arbitrage                                 | 0,28 %         | Finance                       |
| TRI FP   | Trigano                                       | 0,27 %         | Consommation cyclique         |
| ES FP    | Esso Française                                | 0,27 %         | Énergie                       |
| SEQ FP   | Sequana                                       | 0,27 %         | Matériaux                     |
| MTU FP   | Manitou BF                                    | 0,27 %         | Industrie                     |
| LTA FP   | Altamir Amboise                               | 0,26 %         | Finance                       |
| BON FP   | Bonduelle S.C.A.                              | 0,25 %         | Consommation non cyclique     |
| LPE FP   | Laurent-Perrier                               | 0,25 %         | Consommation non cyclique     |
| IMS FP   | IMS-Intl Metal Service                        | 0,24 %         | Industrie                     |
| GND FP   | Norbert Dentressangle                         | 0,24 %         | Industrie                     |
| FII FP   | LISI                                          | 0,23 %         | Industrie                     |
| FIM FP   | Fimalac                                       | 0,23 %         | Finance                       |
| BRS FP   | Boursorama                                    | 0,22 %         | Finance                       |
| GLO FP   | GL Events                                     | 0,21 %         | Industrie                     |
| EDL FP   | Euro Disney SCA                               | 0,21 %         | Consommation cyclique         |
| DIM FP   | Sartorius Stedim Biotech                      | 0,2 %          | Santé                         |
| ASY FP   | Assystem                                      | 0,19 %         | Industrie                     |
| SWP FP   | Sword Group                                   | 0,19 %         | Technologies de l'information |
| BOI FP   | Boiron                                        | 0,19 %         | Santé                         |
| PIG FP   | Haulotte Group                                | 0,18 %         | Industrie                     |
| CDA FP   | Cie des Alpes                                 | 0,18 %         | Consommation cyclique         |
| BVD FP   | Belvedere                                     | 0,18 %         | Consommation non cyclique     |
| COX FP   | NicOx                                         | 0,18 %         | Santé                         |
| MEET FP  | Meetic                                        | 0,18 %         | Technologies de l'information |
| LOUP FP  | LDC                                           | 0,17 %         | Consommation non cyclique     |
| CGM FP   | Cegedim                                       | 0,17 %         | Santé                         |
| ITP FP   | Inter Parfums                                 | 0,16 %         | Consommation non cyclique     |
| PARRO FP | Parrot                                        | 0,15 %         | Technologies de l'information |
| JXR FP   | Archos                                        | 0,15 %         | Technologies de l'information |
| NRG FP   | NRJ Group                                     | 0,15 %         | Consommation cyclique         |
| DVT FP   | Devoteam                                      | 0,15 %         | Technologies de l'information |
| TEO FP   | Theolia                                       | 0,15 %         | Services aux collectivités    |
| CGD FP   | Cegid Group                                   | 0,14 %         | Technologies de l'information |
| HIM FP   | Hi-Media                                      | 0,14 %         | Consommation cyclique         |
| ENTC FP  | Entrepose Contracting                         | 0,14 %         | Industrie                     |
| NRX FP   | Naturex                                       | 0,14 %         | Consommation non cyclique     |
| SIPH FP  | SIPH                                          | 0,14 %         | Matériaux                     |
| METEX FP | METabolic EXplorer                            | 0,13 %         | Matériaux                     |
| MFC FP   | Maisons France Confort                        | 0,13 %         | Consommation cyclique         |
| RX FP    | Recylex                                       | 0,13 %         | Matériaux                     |
| LSS FP   | Lectra                                        | 0,12 %         | Technologies de l'information |
| PRC FP   | Artprice.com                                  | 0,12 %         | Consommation cyclique         |
| UFF FP   | Union Financière de France BQE                | 0.12%          | Finance                       |
| GFI FP   | GFI Informatique                              | 0,12 %         | Technologies de l'information |
| TES FP   | Tessi                                         | 0,11 %         | Technologies de l'information |
| IML FP   | Affine                                        | 0,11 %         | Finance                       |
| ADI FP   | Audika                                        | 0,11 %         | Santé                         |
| TOUP FP  | Touax                                         | 0,11 %         | Industrie                     |
| GBT FP   | Guerbet                                       | 0,1 %          | Santé                         |
| SPI FP   | Spir Communication                            | 0,1 %          | Consommation cyclique         |
| OMT FP   | Outremer Telecom                              | 0,096 %        | Télécommunications            |
| SESL FP  | Store Electronic                              | 0,096 %        | Technologies de l'information |
| AKA FP   | AKKA Technologies                             | 0,093 %        | Industrie                     |
| LVL FP   | LVL Medical Groupe                            | 0,092 %        | Santé                         |
| TAM FP   | Etam Developpement                            | 0,088 %        | Consommation cyclique         |
| LIN FP   | Linedata Services                             | 0,086 %        | Technologies de l'information |
| EXE FP   | Exel Industries                               | 0,085 %        | Industrie                     |
| NTG FP   | NetGem                                        | 0,082 %        | Technologies de l'information |
| ATA FP   | Atari                                         | 0,081 %        | Technologies de l'information |
| VRAP FP  | Vranken-Pommery Monopole                      | 0,081 %        | Consommation non cyclique     |
| FLO FP   | Groupe Flo                                    | 0,08 %         | Consommation cyclique         |
| CEN FP   | Groupe Crit                                   | 0,073 %        | Industrie                     |
| CFCL FP  | CFCAL-Banque                                  | 0,073 %        | Finance                       |
| PARP FP  | Groupe Partouche                              | 0,072 %        | Consommation cyclique         |
| BIO FP   | BioAlliance Pharma                            | 0,072 %        | Santé                         |
| ARG FP   | Argan                                         | 0,071 %        | Finance                       |
| VLS FP   | Vivalis                                       | 0,07 %         | Santé                         |
| FEM FP   | Aufeminin.com                                 | 0,069 %        | Technologies de l'information |
| SMTPC FP | Soc Mar Tunnel Prado Car                      | 0,068 %        | Industrie                     |
| AURE FP  | Aurea                                         | 0,067 %        | Industrie                     |
| LAT FP   | Latécoère                                     | 0,067 %        | Industrie                     |
| GECP FP  | GECI International                            | 0,064 %        | Technologies de l'information |
| ECASA FP | ECA                                           | 0,063 %        | Industrie                     |
| CRI FP   | Chargeurs                                     | 0,062 %        | Consommation cyclique         |
| KOF FP   | Kaufman & Broad                               | 0,059 %        | Consommation cyclique         |
| SBT FP   | Oeneo                                         | 0,058 %        | Matériaux                     |
| GEA FP   | GEA                                           | 0,058 %        | Technologies de l'information |
| FLE FP   | Fleury Michon                                 | 0,057 %        | Consommation non cyclique     |
| HF FP    | HF COMPANY                                    | 0,057 %        | Technologies de l'information |
| MON FP   | Montupet                                      | 0,056 %        | Consommation cyclique         |
| LAC FP   | LaCie                                         | 0,055 %        | Technologies de l'information |
| IFV FP   | Infovista                                     | 0,055 %        | Technologies de l'information |
| DPT FP   | ST Dupont                                     | 0,052 %        | Consommation cyclique         |
| OSI FP   | Ausy                                          | 0,05 %         | Technologies de l'information |
| ROD FP   | Rodriguez Group                               | 0,05 %         | Consommation cyclique         |
| SII FP   | Societe pour l'Informatique Industrielle      | 0,049 %        | Technologies de l'information |
| AUB FP   | Aubay                                         | 0,049 %        | Technologies de l'information |
| LCO FP   | SoluCom                                       | 0,048 %        | Technologies de l'information |
| MRB FP   | Mr Bricolage                                  | 0,048 %        | Consommation cyclique         |
| AVT FP   | Avenir Telecom                                | 0,047 %        | Technologies de l'information |
| UDIS FP  | U10                                           | 0,047 %        | Consommation cyclique         |
| ESI FP   | ESI Group                                     | 0,046 %        | Technologies de l'information |
| AFO FP   | Afone                                         | 0,045 %        | Télécommunications            |
| RDC FP   | Rue du Commerce                               | 0,045 %        | Industrie                     |
| CTRG FP  | Catering International Services               | 0,045 %        | Industrie                     |
| MDL FP   | Modelabs Group                                | 0,044 %        | Technologies de l'information |
| OPEC FP  | OFI Private Equity Capital                    | 0,043 %        | Finance                       |
| PSB FP   | PSB Industries                                | 0,043 %        | Matériaux                     |
| OLG FP   | OL Groupe                                     | 0,04 %         | Consommation cyclique         |
| SQI FP   | Sqli                                          | 0,039 %        | Technologies de l'information |
| MGIC FP  | MGI Coutier                                   | 0,039 %        | Consommation cyclique         |
| RIB FP   | Riber                                         | 0,039 %        | Technologies de l'information |
| AVQ FP   | Avanquest Software                            | 0,038 %        | Technologies de l'information |
| OSA FP   | Osiatis                                       | 0,037 %        | Technologies de l'information |
| VET FP   | Vet' Affaires                                 | 0,037 %        | Consommation cyclique         |
| LNA FP   | Le Noble Age                                  | 0,037 %        | Santé                         |
| HOL FP   | Hologram Industries                           | 0,037 %        | Technologies de l'information |
| OPN FP   | Groupe Open                                   | 0,036 %        | Technologies de l'information |
| BLC FP   | Bastide Le Confort Médical                    | 0,035 %        | Santé                         |
| NRO FP   | Neurones                                      | 0,034 %        | Technologies de l'information |
| NOV FP   | Anovo                                         | 0,034 %        | Industrie                     |
| MUN FP   | Micropole                                     | 0,032 %        | Technologies de l'information |
| STNT FP  | Stentys                                       | 0,03 %         | Santé                         |
| BND FP   | Business & Decision                           | 0,03 %         | Technologies de l'information |
| INF FP   | Infotel                                       | 0,029 %        | Technologies de l'information |
| DNX FP   | DNXcorp                                       | 0,029 %        | Consommation cyclique         |
| RGR FP   | Rougier                                       | 0,028 %        | Matériaux                     |
| LAF FP   | Lafuma                                        | 0,028 %        | Consommation cyclique         |
| ADVI FP  | Advini                                        | 0,027 %        | Consommation non cyclique     |
| EUR FP   | Euro Ressources                               | 0,026 %        | Matériaux                     |
| TOU FP   | Toupargel Groupe                              | 0,026 %        | Consommation cyclique         |
| EEM FP   | Électricité et Eaux de Madagascar             | 0,026 %        | Matériaux                     |
| HBW FP   | Hubwoo                                        | 0,025 %        | Industrie                     |
| LACR FP  | LACROIX                                       | 0,025 %        | Technologies de l'information |
| PVL FP   | Plastivaloire                                 | 0,025 %        | Matériaux                     |
| LNC FP   | Les Nouveaux Constructeurs Investissement     | 0,024 %        | Finance                       |
| PHA FP   | Pharmagest Inter@ctive                        | 0,024 %        | Technologies de l'information |
| BIG FP   | Bigben Interactive                            | 0,023 %        | Technologies de l'information |
| ECP FP   | EuropaCorp                                    | 0,023 %        | Consommation cyclique         |
| IPH FP   | Innate Pharma                                 | 0,023 %        | Santé                         |
| CAFO FP  | CAFOM                                         | 0,022 %        | Consommation cyclique         |
| ASP FP   | AST Groupe                                    | 0,021 %        | Consommation cyclique         |
| MEMS FP  | Memscap                                       | 0,021 %        | Technologies de l'information |
| CAS FP   | Cast                                          | 0,02 %         | Technologies de l'information |
| LTE FP   | Valtech                                       | 0,02 %         | Technologies de l'information |
| CYB FP   | Cybergun                                      | 0,019 %        | Consommation cyclique         |
| ITS FP   | ITS Group                                     | 0,018 %        | Technologies de l'information |
| RSC FP   | RISC Group                                    | 0,018 %        | Technologies de l'information |
| DGM FP   | Diagnostic Medical Systems                    | 0,018 %        | Santé                         |
| DLTA FP  | Delta Plus Group                              | 0,018 %        | Industrie                     |
| SX FP    | CS Communication & Systemes                   | 0,018 %        | Technologies de l'information |
| BELI FP  | Le Belier                                     | 0,017 %        | Matériaux                     |
| ZIF FP   | Zueblin Immobiliere France                    | 0,017 %        | Finance                       |
| QUA FP   | Quantel                                       | 0,016 %        | Technologies de l'information |
| IGE FP   | IGE + XAO                                     | 0,016 %        | Technologies de l'information |
| PONY FP  | Poncin Yachts                                 | 0,016 %        | Consommation cyclique         |
| HIO FP   | Groupe Hiolle Industries                      | 0,016 %        | Industrie                     |
| ORAP FP  | Orapi                                         | 0,015 %        | Industrie                     |
| VIA FP   | Groupe Vial                                   | 0,015 %        | Industrie                     |
| AURS FP  | Aures Technologies                            | 0,015 %        | Technologies de l'information |
| LDL FP   | LDLC.com                                      | 0,015 %        | Consommation cyclique         |
| BNA FP   | BCI Navigation                                | 0,014 %        | Technologies de l'information |
| ALP FP   | ADLPartner                                    | 0,013 %        | Consommation cyclique         |
| GENX FP  | Generix                                       | 0,013 %        | Technologies de l'information |
| COTT FP  | Cottin Freres                                 | 0,013 %        | Consommation non cyclique     |
| KEY FP   | Keyrus                                        | 0,012 %        | Technologies de l'information |
| DLT FP   | Dalet                                         | 0,012 %        | Technologies de l'information |
| MED FP   | Medasys                                       | 0,012 %        | Santé                         |
| LTAN FP  | Le Tanneur et Cie                             | 0,011 %        | Consommation cyclique         |
| UMS FP   | Umanis                                        | 0,011 %        | Technologies de l'information |
| COH FP   | Coheris                                       | 0,011 %        | Technologies de l'information |
| SAR FP   | Systar                                        | 0,011 %        | Technologies de l'information |
| PCA FP   | Produits Chimiques Auxiliaires et de Synthèse | <0,01 %        | Santé                         |
| PUS FP   | Public Système Hopscotch                      | <0,01 %        | Consommation cyclique         |
| FID FP   | AffiParis                                     | <0,01 %        | Finance                       |
| ATI FP   | Actia Group                                   | <0,01 %        | Technologies de l'information |
| GUI FP   | Guillemot Corp                                | <0,01 %        | Technologies de l'information |
| DAN FP   | Dane-Elec Memory                              | <0,01 %        | Technologies de l'information |
| CAPLI FP | Capelli                                       | <0,01 %        | Finance                       |
| RAN FP   | Systran                                       | <0,01 %        | Technologies de l'information |
| CSAR FP  | Cesar                                         | <0,01 %        | Consommation cyclique         |
| OVG FP   | Overlap Groupe                                | <0,01 %        | Technologies de l'information |
| AVF FP   | Avenir Finance                                | <0,01 %        | Finance                       |
| KAZI FP  | Orchestra-Kazibao                             | <0,01 %        | Consommation cyclique         |
| CIB FP   | Cibox Inter@ctive                             | <0,01 %        | Technologies de l'information |
| THER FP  | Thermocompact                                 | <0,01 %        | Industrie                     |
| AEDI FP  | Aedian                                        | <0,01 %        | Technologies de l'information |
| OLV FP   | Solving Efeso International                   | <0,01 %        | Industrie                     |
| EBI FP   | EBIZCUSS.com                                  | <0,01 %        | Consommation cyclique         |
| SOG FP   | Sogeclair                                     | <0,01 %        | Technologies de l'information |
| FPG FP   | Union Technologies Informatique               | <0,01 %        | Technologies de l'information |
| ALM FP   | Alpha Multi Organoleptic System               | <0,01 %        | Technologies de l'information |
| EDI FP   | Media 6                                       | <0,01 %        | Consommation cyclique         |
| EMG FP   | Euromedis Groupe                              | <0,01 %        | Santé                         |
| PRS FP   | Prismaflex International                      | <0,01 %        | Industrie                     |
| INN FP   | Innelec Multimedia                            | <0,01 %        | Technologies de l'information |
| DBT FP   | Encres Dubuit                                 | <0,01 %        | Matériaux                     |
| KIND FP  | Kindy                                         | <0,01 %        | Consommation cyclique         |
| MCLC FP  | Mecelec                                       | <0,01 %        | Technologies de l'information |
| EOS FP   | Acteos                                        | <0,01 %        | Technologies de l'information |
| EADT FP  | ADT-Nouvelle des Etablissements               | <0,01 %        | Industrie                     |
| LEX FP   | Lexibook                                      | <0,01 %        | Consommation cyclique         |
| BUI FP   | Barbara Bui                                   | <0,01 %        | Consommation cyclique         |
| ARE FP   | Groupe Ares                                   | <0,01 %        | Technologies de l'information |
| PROL FP  | Prologue                                      | <0,01 %        | Technologies de l'information |
| XIL FP   | Xilam Animation                               | <0,01 %        | Consommation cyclique         |
| CAM FP   | Cameleon Software                             | <0,01 %        | Technologies de l'information |
| GPDF FP  | Groupe Diffusion Plus                         | <0,01 %        | Industrie                     |
| SDT FP   | Visiodent                                     | <0,01 %        | Santé                         |
| ITL FP   | IT Link                                       | <0,01 %        | Technologies de l'information |
| GJAJ FP  | Groupe JAJ                                    | <0,01 %        | Consommation cyclique         |
| ITE FP   | Itesoft                                       | <0,01 %        | Technologies de l'information |
| MUL FP   | Index Multimedia                              | <0,01 %        | Technologies de l'information |
| OXYM FP  | Oxymetal                                      | <0,01 %        | Industrie                     |
| MFG FP   | Montaigne Fashion                             | <0,01 %        | Consommation cyclique         |
| SEC FP   | Soditech Ingenierie                           | <0,01 %        | Industrie                     |
| BLOI FP  | Bernard Loiseau                               | <0,01 %        | Consommation cyclique         |
| PERW FP  | La Perla World                                | <0,01 %        | Technologies de l'information |
| CBD FP   | Cyberdeck                                     | <0,01 %        | Technologies de l'information |
| IEC FP   | IEC Professionnel Media                       | <0,01 %        | Technologies de l'information |
| SFT FP   | Soft Computing                                | <0,01 %        | Technologies de l'information |
| GUYD FP  | GUY Degrenne                                  | <0,01 %        | Consommation cyclique         |
| TONN FP  | Tonna Electronique                            | <0,01 %        | Technologies de l'information |
| CIEM FP  | Marocaine Compagnie                           | <0,01 %        | Finance                       |
| PSY FP   | Parsys                                        | <0,01 %        | Technologies de l'information |
| MAIR FP  | Henri Maire                                   | <0,01 %        | Consommation non cyclique     |
| ESRP FP  | ESR                                           | <0,01 %        | Technologies de l'information |
| AUGR FP  | Augros Cosmetic Packaging                     | <0,01 %        | Matériaux                     |
| CLAY FP  | Clayeux                                       | <0,01 %        | Consommation cyclique         |
| UNM FP   | Universal Multimedia                          | <0,01 %        | Industrie                     |
| FIPP FP  | FIPP                                          | <0,01 %        | Consommation cyclique         |